# Sterkfontein
Sterkfontein is de naam voor een aantal kalksteengrotten ten noordwesten van Johannesburg in Zuid-Afrika. Deze grotten zijn van groot belang voor paleoantropologen omdat er in de afgelopen decennia overblijfselen zijn gevonden van vroege hominiden.
De opgravingen in de grotten begonnen aan het eind van de 19e eeuw, maar pas vanaf 1936 toont de wetenschap interesse in de grotten. Tot de dag van vandaag worden er opgravingen gedaan bij Sterkfontein. Tot nu toe zijn er zo'n 500 hominides blootgelegd en is Sterkfontein de rijkste vindplaats van vroege hominiden ter wereld.
In het jaar 2000 is Sterkfontein, als onderdeel van de gebieden die samen de wieg van de mensheid vormen, opgenomen op de Werelderfgoed lijst van UNESCO.